# Лебеди (Кирово-Чепецкий район)
Лебеди — деревня в Кирово-Чепецком районе Кировской области в составе Чепецкого сельского поселения.

## География
Расположена примерно в 1 км к югу от западной части Кирово-Чепецка.

## История
Известна с 1802 года как деревня Широковская 3-я с 10 дворами. В 1873 году здесь (Широковская 3-я или Лебеди) 10 дворов и 89 жителей, в 1905 году 13 дворов и 96 жителей, в 1926 году (уже Лебеди или Широковская 3-я) 13 дворов и 74 жителя, в 1950 году 7 дворов и 26 жителей, в 1989 году уже не учтено постоянных жителей. Настоящее название утвердилось с 1939 года.

## Население
| 2010 | 2012 |
| ---- | ---- |
| 2    | ↗18  |

В 2002 году население составляло 4 человека (русские 100 %).